# Sainte-Marie-Salomé
Sainte-Marie-Salomé är en kommun i provinsen Québec i Kanada. Den ligger i regionen Lanaudière, i den sydöstra delen av landet, 180 km öster om huvudstaden Ottawa. Antalet invånare var 1 221 vid folkräkningen 2021. Landarean är 34 kvadratkilometer.